# 다전초등학교
다전초등학교는 대한민국 울산광역시 중구에 있는 초등학교다.

## 학교 연혁
- 2008.03.01 제1대 노양주 교장 부임
- 2008.03.01 개교(636명)
- 2009.03.01 24학급 (688명)
- 2010.03.01 22학급 (637명)
- 2011.02.17 제4회 졸업식
- 2011.03.01 22학급 (572명)
- 2012.03.01 제2대 이정호 교장 부임
- 2012.03.01 21학급 편성 (540명)
- 2014.02.21 제6회 졸업식(총 691명 졸업)
- 2014.03.01 20학급 편성
- 2014.03.01 제3대 류영희 교장 부임